# Sainte-Colombe-sur-Gand
Sainte-Colombe-sur-Gand là một xã trong tỉnh Loire miền trung nước Pháp.